# Yuanaspis ficus
Yuanaspis ficus är en insektsart som beskrevs av Young 1986. Yuanaspis ficus ingår i släktet Yuanaspis och familjen pansarsköldlöss. Inga underarter finns listade i Catalogue of Life.